# Checapscaddock
Checapscaddock (big rocky hill), drevno mohegansko selo u okrugu New London, Conn. Nalazilo se jugoitoćno od ušća rijeke Shetucket, na mjeastu današnjeg Prestona. Ime mu znači "veliko kamenito brdo."